# Derbi de Nottingham
El derbi de Nottingham es el nombre que se da a los partidos de fútbol disputados entre el Nottingham Forest y el Notts County.

## Historia
Ambos clubes se encuentran entre los más antiguos del mundo: el County se formó en 1862, lo que le convierte en el club de fútbol profesional más antiguo del mundo; y el Forest, que se formó tres años más tarde por un grupo de hombres que practicaban el ahora desconocido bandy.
El primer encuentro entre los dos clubes fue un amistoso el 22 de marzo de 1866, que acabó 0-0 y disputado probablemente en el Forest Recreation Ground. El primer encuentro competitivo fue en la FA Cup, disputado el 16 de noviembre de 1878 con resultado favorable para el Forest por 3-1, y el primer partido en liga regular fue el 8 de octubre de 1892 y resultó también una victoria por 3-1, pero esta vez a favor County.
El último derbi de Nottingham en liga se produjo el 12 de febrero de 1994 y resultó en una victoria por 2-1 para el Notts. Charlie Palmer —o 'Sir' Charlie Palmer, como lo apodaron los aficionados del Notts County— anotó el gol de la victoria a solo cuatro minutos para el final y solo noventa segundos después de que el Forest consiguiese el empate. El día 12 de febrero ahora se conoce entre los aficionados locales como el Día de Charlie Palmer.

Tabla comparativa de posiciones del Nottingham Forest y del Notts County en el sistema de ligas del fútbol inglés.

La rivalidad resucitó el 9 de agosto de 2011, cuando los clubes se enfrentaron en la primera ronda de la Copa de la Liga en City Ground. El Forest ganó en tanda de penaltis después de que el partido terminara 3-3.

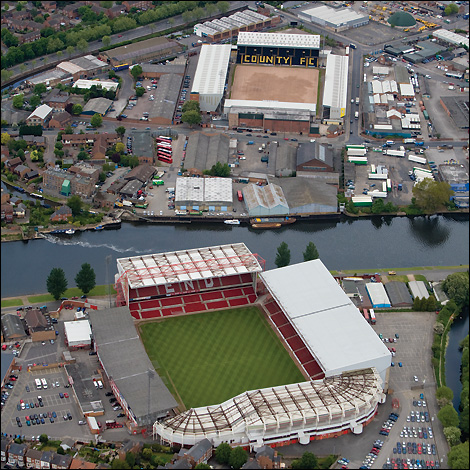
Imagen aérea de los estadios de ambos clubes —Meadow Lane del Notts arriba y City Ground del Forest abajo— separados por el río Trent.

Los dos clubes se enfrentan rara vez entre sí, ya que se encuentran en diferentes niveles del sistema de liga y los aficionados generalmente ven a otros clubes regionales como rivales más destacados. Sin embargo, en los últimos años se han incrementado los incidentes entre los aficionados. En 2007, tras el pitido final de un partido amistoso que se disputó en el estadio del Notts, un centenar de aficionados saltaron al terreno de juego ocasionando múltiples peleas, y que más tarde se extendieron por las calles de la ciudad. En 2017, dos seguidores —uno de cada equipo— fueron condenados a penas de cárcel, y varios más a penas menores o conmutadas, por participar en una reyerta masiva preestablecida en un pub de Nottingham el año anterior. Hubo cuatro arrestos más por altercados durante otro partido amistoso disputado el verano anterior. Los problemas estallaron una vez más en un amistoso de pretemporada en julio de 2022, con peleas entre fanáticos y personal de seguridad en las gradas que se extendieron al campo.

## Estadísticas
Los dos clubes se han enfrentado un total de 94 veces en Liga, FA Cup y Copa de la Liga. También disputaron partidos en otras competiciones, incluida la Copa del condado de Nottinghamshire y la —ya extinta— Copa anglo-italiana. Los resultados y estadísticas de esas competiciones no se incluyen a continuación:
|                 | Notts County | Empate | Nottingham Forest |
| --------------- | ------------ | ------ | ----------------- |
| Liga            | 28           | 23     | 35                |
| FA Cup          | 2            | 1      | 3                 |
| Copa de la liga | 0            | 1      | 1                 |
| Total           | 30           | 25     | 39                |

### Liga
| Fecha                    | Lugar        | Resultado | Competición               |
| ------------------------ | ------------ | --------- | ------------------------- |
| 8 de octubre de 1892     | Trent Bridge | 3-0       | Primera División          |
| 9 de octubre de 1897     | Trent Bridge | 1-3       | Primera División          |
| 8 de octubre de 1898     | Trent Bridge | 2-2       | Primera División          |
| 11 de noviembre de 1899  | Trent Bridge | 1-2       | Primera División          |
| 26 de diciembre de 1900  | Trent Bridge | 1-0       | Primera División          |
| 16 de noviembre de 1901  | Trent Bridge | 3-0       | Primera División          |
| 26 de diciembre de 1902  | Trent Bridge | 1-1       | Primera División          |
| 28 de noviembre de 1903  | Trent Bridge | 1-3       | Primera División          |
| 25 de marzo de 1905      | Trent Bridge | 1-2       | Primera División          |
| 4 de noviembre de 1905   | Trent Bridge | 1-1       | Primera División          |
| 4 de abril de 1908       | Trent Bridge | 2-0       | Primera División          |
| 21 de noviembre de 1908  | Trent Bridge | 3-0       | Primera División          |
| 8 de enero de 1910       | Trent Bridge | 4-1       | Primera División          |
| 3 de septiembre de 1910  | Meadow Lane  | 1-1       | Primera División          |
| 25 de diciembre de 1913  | Meadow Lane  | 2-2       | Segunda División          |
| 18 de septiembre de 1920 | Meadow Lane  | 2-0       | Segunda División          |
| 5 de noviembre de 1921   | Meadow Lane  | 1-1       | Segunda División          |
| 22 de septiembre de 1923 | Meadow Lane  | 2-1       | Primera División          |
| 20 de septiembre de 1924 | Meadow Lane  | 0-0       | Primera División          |
| 18 de septiembre de 1926 | Meadow Lane  | 1-2       | Segunda División          |
| 22 de febrero de 1928    | Meadow Lane  | 1-2       | Segunda División          |
| 20 de octubre de 1928    | Meadow Lane  | 1-1       | Segunda División          |
| 4 de enero de 1930       | Meadow Lane  | 0-0       | Segunda División          |
| 13 de febrero de 1932    | Meadow Lane  | 2-6       | Segunda División          |
| 8 de octubre de 1932     | Meadow Lane  | 2-4       | Segunda División          |
| 17 de febrero de 1934    | Meadow Lane  | 1-0       | Segunda División          |
| 29 de septiembre de 1934 | Meadow Lane  | 3-5       | Segunda División          |
| 22 de abril de 1950      | Meadow Lane  | 2-0       | Tercera División (Sur)    |
| 15 de septiembre de 1951 | Meadow Lane  | 2-2       | Segunda División          |
| 30 de agosto de 1952     | Meadow Lane  | 3-2       | Segunda División          |
| 27 de febrero de 1954    | Meadow Lane  | 1-1       | Segunda División          |
| 12 de febrero de 1955    | Meadow Lane  | 4-1       | Segunda División          |
| 11 de febrero de 1956    | Meadow Lane  | 1-3       | Segunda División          |
| 20 de octubre de 1956    | Meadow Lane  | 1-2       | Segunda División          |
| 26 de diciembre de 1974  | Meadow Lane  | 0-1       | Segunda División          |
| 25 de marzo de 1975      | Meadow Lane  | 2-2       | Segunda División          |
| 13 de abril de 1976      | Meadow Lane  | 0-0       | Segunda División          |
| 9 de abril de 1977       | Meadow Lane  | 1-1       | Segunda División          |
| 12 de abril de 1982      | Meadow Lane  | 1-2       | Primera División          |
| 4 de diciembre de 1982   | Meadow Lane  | 3-2       | Primera División          |
| 31 de marzo de 1984      | Meadow Lane  | 0-0       | Primera División          |
| 24 de agosto de 1991     | Meadow Lane  | 0-4       | Primera División          |
| 12 de febrero de 1994    | Meadow Lane  | 2-1       | Primera División (tier 2) |

| Fecha                    | Lugar        | Resultado | Competición               |
| ------------------------ | ------------ | --------- | ------------------------- |
| 25 de febrero de 1893    | Trent Bridge | 3-1       | Primera División          |
| 4 de septiembre de 1897  | Trent Bridge | 1-1       | Primera División          |
| 4 de febrero de 1899     | City Ground  | 0-0       | Primera División          |
| 17 de marzo de 1900      | City Ground  | 0-3       | Primera División          |
| 24 de noviembre de 1900  | City Ground  | 5-0       | Primera División          |
| 26 de diciembre de 1901  | City Ground  | 1-0       | Primera División          |
| 15 de noviembre de 1902  | City Ground  | 0-0       | Primera División          |
| 26 de diciembre de 1903  | City Ground  | 0-1       | Primera División          |
| 26 de noviembre de 1904  | City Ground  | 2-1       | Primera División          |
| 26 de diciembre de 1905  | City Ground  | 1-2       | Primera División          |
| 7 de diciembre de 1907   | City Ground  | 2-0       | Primera División          |
| 27 de marzo de 1909      | City Ground  | 1-0       | Primera División          |
| 4 de septiembre de 1909  | City Ground  | 2-1       | Primera División          |
| 26 de diciembre de 1910  | City Ground  | 0-2       | Primera División          |
| 31 de diciembre de 1913  | City Ground  | 1-0       | Segunda División          |
| 11 de septiembre de 1920 | City Ground  | 1-0       | Segunda División          |
| 14 de noviembre de 1921  | City Ground  | 0-0       | Segunda División          |
| 29 de septiembre de 1923 | City Ground  | 1-0       | Primera División          |
| 24 de enero de 1925      | City Ground  | 0-0       | Primera División          |
| 5 de febrero de 1927     | City Ground  | 2-0       | Segunda División          |
| 17 de septiembre de 1927 | City Ground  | 2-1       | Segunda División          |
| 2 de marzo de 1929       | City Ground  | 1-2       | Segunda División          |
| 7 de septiembre de 1929  | City Ground  | 1-1       | Segunda División          |
| 3 de octubre de 1931     | City Ground  | 2-1       | Segunda División          |
| 18 de febrero de 1933    | City Ground  | 3-0       | Segunda División          |
| 7 de octubre de 1934     | City Ground  | 2-0       | Segunda División          |
| 9 de febrero de 1935     | City Ground  | 2-3       | Segunda División          |
| 3 de diciembre de 1949   | City Ground  | 1-2       | Tercera División (Sur)    |
| 10 de octubre de 1953    | City Ground  | 3-2       | Segunda División          |
| 3 de enero de 1953       | City Ground  | 1-0       | Segunda División          |
| 10 de octubre de 1953    | City Ground  | 5-0       | Segunda División          |
| 25 de septiembre de 1954 | City Ground  | 0-1       | Segunda División          |
| 1 de octubre de 1955     | City Ground  | 0-2       | Segunda División          |
| 1 de mayo de 1957        | City Ground  | 2-4       | Segunda División          |
| 3 de marzo de 1974       | City Ground  | 0-0       | Segunda División          |
| 28 de diciembre de 1974  | City Ground  | 0-2       | Segunda División          |
| 30 de agosto de 1975     | City Ground  | 0-1       | Segunda División          |
| 8 de marzo de 1977       | City Ground  | 1-2       | Segunda División          |
| 23 de enero de 1982      | City Ground  | 0-2       | Primera División          |
| 23 de abril de 1983      | City Ground  | 2-1       | Primera División          |
| 16 de octubre de 1983    | City Ground  | 3-1       | Primera División          |
| 11 de enero de 1992      | City Ground  | 1-1       | Primera División          |
| 30 de octubre de 1993    | City Ground  | 1-0       | Primera División (tier 2) |

### Partidos de copa
| Fecha                   | Lugar        | Partidos          | Partidos  | Partidos          | Partidos          | Competición     |
| Fecha                   | Lugar        | Local             | Resultado | Resultado         | Visitante         | Competición     |
| ----------------------- | ------------ | ----------------- | --------- | ----------------- | ----------------- | --------------- |
| 16 de noviembre de 1878 | Trent Bridge | Notts County      | 1-3       | 1-3               | Nottingham Forest | FA Cup          |
| 8 de noviembre de 1879  | Trent Bridge | Nottingham Forest | 4-0       | 4-0               | Notts County      | FA Cup          |
| 1 de diciembre de 1883  | Trent Bridge | Notts County      | 3-0       | 3-0               | Nottingham Forest | FA Cup          |
| 26 de noviembre de 1887 | Trent Bridge | Nottingham Forest | 2-1       | 2-1               | Notts County      | FA Cup          |
| 24 de febrero de 1894   | Trent Bridge | Nottingham Forest | 1-1       | 1-1               | Notts County      | FA Cup          |
| 3 de marzo de 1894      | Trent Bridge | Notts County      | 4-1       | 4-1               | Nottingham Forest | FA Cup          |
| 25 de octubre de 1977   | City Ground  | Nottingham Forest | 4-0       | 4-0               | Notts County      | Copa de la liga |
| 9 de agosto de 2011     | City Ground  | Nottingham Forest | 3-3       | (4–3 en penaltis) | Notts County      | Copa de la liga |